# Альберто Вільямс
Альберто Вільямс (ісп. Alberto Williams; 23 листопада 1862, Буенос-Айрес — 17 червня 1952, там само) — аргентинський композитор, музикознавець і музичний педагог.

## Біографія
Вперше виступив з концертом як піаніст у семирічному віці. Отримав урядову стипендію для навчання у Паризькій консерваторії, де його педагогами з фортепіано та композиції були Жорж Матіа, Шарль Вільфрід де Беріо, Бенжамен Годар й інші. Повернувшись до Аргентини у 1889 році, Вільямс на деякий час присвятив себе вивченню місцевого музичного фольклору. У 1893 році він заснував Буенос-Айреську консерваторію та очолював її до 1941 року. Вільямс є автором підручників з теорії музики, гармонії та сольфеджіо.
Композиторський доробок Вільямса включає 136 творів. Період 1890—1910 років характеризується особливо сильним впливом аргентинського музичного колориту, особливо у камерних творах, — найвідомішою є побудована на ритмах і гармоніях мілонги фортепіанна п'єса «Закинуте ранчо» (ісп. El rancho abandonado; 1890). У подальшому Вільямс еволюціонував у бік біль широкого інтернаціонального контексту. Йому належать дев'ять симфоній, симфонічні поеми, сюїти тощо.